# Dom Sébastien

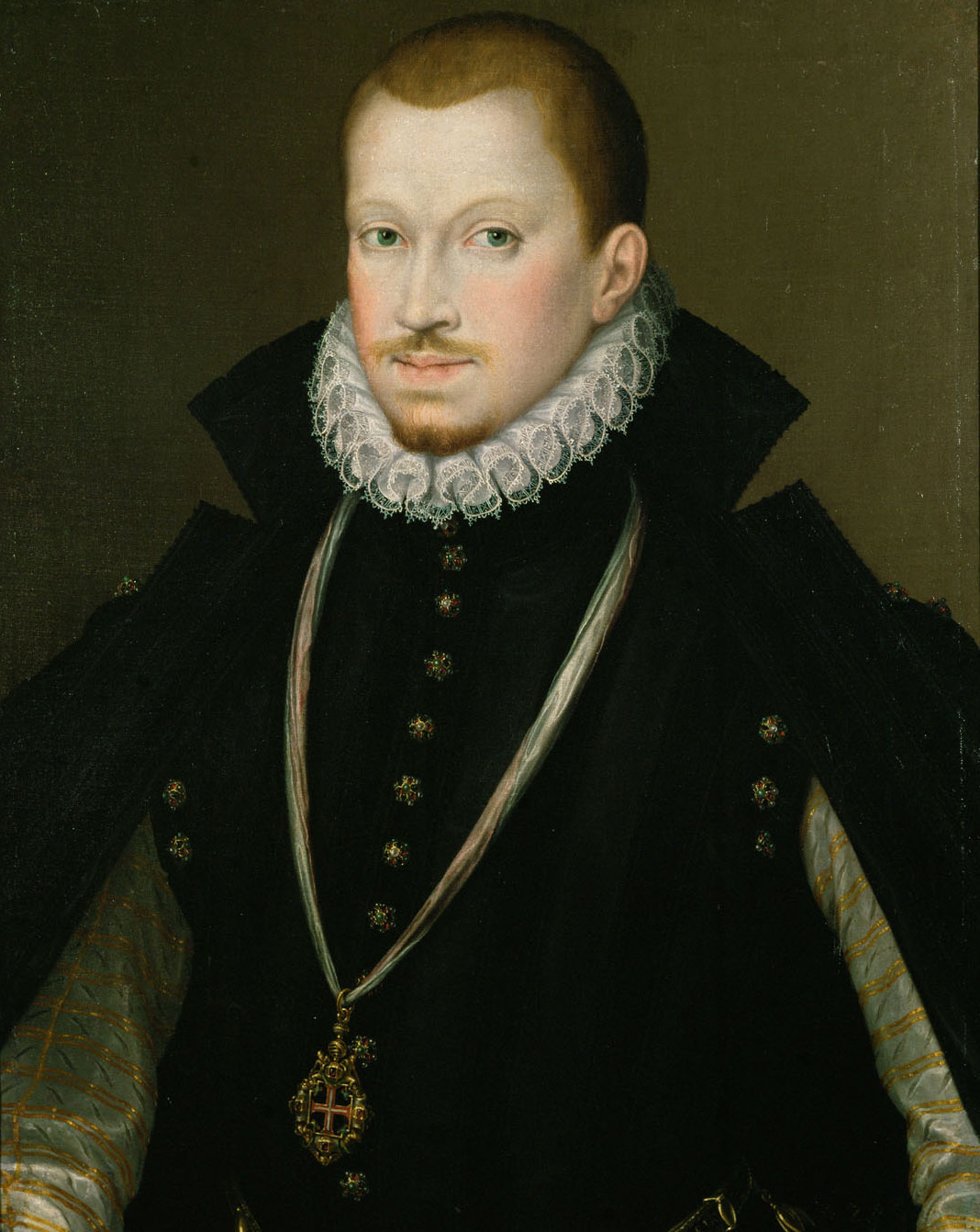
König Sebastian I. von Portugal

Dom Sébastien, roi de Portugal ist eine Oper in fünf Akten von Gaetano Donizetti im Stil der Grand opéra. Das Libretto verfasste Eugène Scribe auf Grundlage eines Dramas von Paul Foucher. Die Uraufführung der französischen ersten Fassung fand am 13. November 1843 an der Opéra Peletier in Paris statt, die der zweiten Fassung in deutscher Sprache am 6. Februar 1845 im Kärntnertortheater in Wien. Die Spieldauer beträgt etwa drei Stunden (erste Fassung) bzw. zwei Stunden 15 Minuten (zweite Fassung).

## Instrumentation
Die Orchesterbesetzung der Oper enthält die folgenden Instrumente:
- Holzbläser: zwei Flöten (2. auch Piccolo), zwei Oboen (auch Englischhorn), zwei Klarinetten, zwei Bassetthörner in B, zwei Metallklarinetten, zwei Fagotte
- Blechbläser: vier Hörner, zwei Pistons (auch Trompete), drei Posaunen, Ophikleide
- Pauken, Schlagzeug: Große Trommel, Becken, Trommel, Kleine Trommel, Tamtam, Triangel, Glocken in c’ und e’
- Harfe
- Streicher
- Bühnenmusik auf der Szene: drei Trompeten, Kleine Trommel
- hinter der Szene: zwei Fagotte, zwei Hörner, zwei Trompeten, zwei Trommeln, Glocken in c’ und e’, Harfe

## Werkgeschichte

### Entstehung
Das Libretto beruht auf der Geschichte von Dom Sebastião I., dem „unglücklichen König“ von Portugal, der 1578 mit einer Streitmacht von 16.000 Mann eine Expedition nach Marokko unternahm, die in der Schlacht von Alcácer-Quibir vernichtend geschlagen wurde. Lediglich 50 Portugiesen konnten entkommen, 9.000 starben, die übrigen gingen in Gefangenschaft und Sklaverei. In der Folgezeit bildeten sich etliche Legenden, die besagten, dass König Sébastien, dessen Leiche nicht gefunden wurde, die Schlacht überlebt habe (Sebastianismus).
Auf diesen Legenden fußt auch das Drama Don Sébastien de Portugal von Paul Henri Foucher, das 1838 in Paris uraufgeführt wurde. Auf Betreiben von Léon Pillet, dem Direktor der Pariser Oper, begann Eugène Scribe die Ausarbeitung eines Librettos für eine fünfaktige Grand opéra, das zunächst Mendelssohn und Meyerbeer angeboten wurde, die aber beide ablehnten. Im Dezember 1842 wurde das Stück schließlich Donizetti vorgelegt, der Anfang 1843 den Kontrakt für eine Fertigstellung bis Jahresende unterzeichnete. Im Anschluss begann er die Komposition des ersten Akts.
Als Donizetti am 20. Juli 1843 aus Wien kommend in Paris eintraf, war die Oper zwar im Wesentlichen fertig, aber die Instrumentierung und die Arbeiten am fünften Akt zogen sich noch bis September hin, wobei die Proben bereits im August begonnen hatten. Dabei erwies sich sowohl die Zusammenarbeit mit Scribe und der Primadonna Rosine Stoltz als schwierig. Immer wieder mussten Teile umgeschrieben, ergänzt oder umgestellt werden. Nun zeigten sich auch die Schwächen von Scribes Text, die Donizetti zu Beginn unterschätzt hatte, etwa die „Vernachlässigung einer zwingenden Handlungsführung zugunsten eindrucksvoller Tableaueffekte, die bis ins Groteske vorgetriebene Übersteigerung aller Empfindungen, der Verzicht auf jede sorgfältige Motivierung der jähen Stimmungsumschwünge.“. Da es außer der Hauptfigur Zayda keine anderen weiblichen Rollen gibt, versuchten Donizetti und Scribe diese möglichst in jeder Ensembleszene auf die Bühne zu bringen, auch wenn das dramaturgisch nicht gerechtfertigt erscheint.

### Aufführungsgeschichte

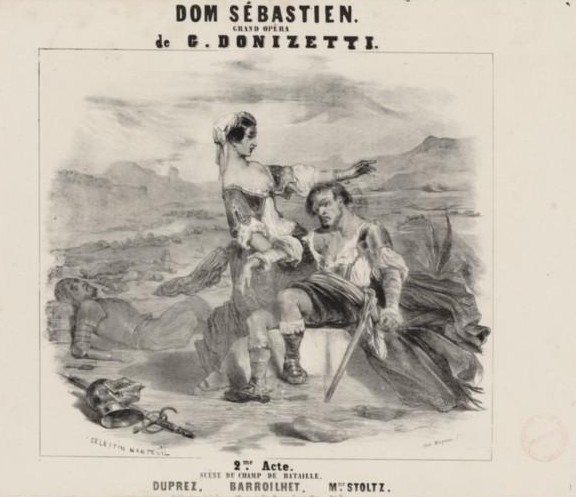
Szene aus dem zweiten Akt (1843/44)

Für die Pariser Premiere am 13. November 1843 unter dem musikalischen Leitung von François-Antoine Habeneck konnte die Opéra mit Rosine Stoltz als Zayda und Gilbert Duprez in der Titelrolle sowie Jean-Baptiste Ostave (Dom Antonio), Nicolas-Prosper Levasseur (Dom Juam de Sylva), Paul Barroilhet (Camoëns und Dom Luis), Hippolyte Brémond (Ben-Selim), Jean-Étienne-August Eugène Massol (Abayaldos) und Ferdinand Prévost (Dom Henrique) eine herausragende Besetzung aufbieten.
Dennoch wurde das Werk nur zurückhaltend aufgenommen, was Donizetti selbst als Fiasko empfand. Immerhin kam die Oper anschließend auf noch 32 Aufführungen und wurde 1844 in Lille, Lyon und Marseille gespielt. Da hatte Donizetti bereits mit der Umarbeitung der Oper für das Theater am Kärntnertor in Wien für das von Leo Herz ins Deutsche übersetzte Libretto begonnen, die so tiefgreifend ausfiel (sie ist beispielsweise eine halbe Stunde kürzer), dass es sich dabei um eine zweite Fassung handelt. „Die Umarbeitung stand allerdings unter keinem guten Stern, da Donizetti seine Musik dem ihm unverständlichen deutschen Text von (Leo) Herz anpassen musste und zugleich auf die vorgegebene Zeitbegrenzung Rücksicht nehmen musste. So ist die zweite Fassung, obwohl in Teilen ein deutlicher Fortschritt gegenüber der ersten, nicht uneingeschränkt als letztgültige Redaktion der Oper anzusehen.“
Die Premiere der Wiener Fassung war ein großer Erfolg, fast alle Nummern mussten wiederholt werden. Die Oper blieb lange Zeit im Spielplan und wurde bis 1882 über 150 Mal aufgeführt. 1846 wurde diese Fassung auch in Prag, 1848 in Dresden und Hamburg, später in Linz, Graz, Riga, Helsinki, München (1857) gespielt. Eine italienische Fassung wurde 1845 in Lissabon vorgestellt, die sich in den 1840er- und 1850er-Jahre im italienischen und spanischen Sprachraum verbreitete.
Zum Ende des 19. Jahrhunderts wurde Don Sébastien nur noch selten gespielt, nach und nach geriet die Oper in Vergessenheit. Für die erste Hälfte des 20. Jahrhunderts werden nur noch zwei Aufführungen genannt (Bergamo 1909 und Rom 1911). Auch die Belcanto-Renaissance ab den 1960er-Jahren, die zahlreiche Opern Donizettis wieder bekannt machte, änderte daran nur wenig. Nach Florenz (1955) und New York (1984) kam es erst wieder ab den 1990er Jahren zu mehreren Aufführungen, so 1996 in Stuttgart, 1998 in Aachen, Bergamo und Bologna, sowie 2005 in London, 2006 in New York und 2009 in Nürnberg. Außerdem liegen mittlerweile mehrere CD-Einspielungen vor. Einigermaßen bekannt ist von Don Sébastien letztlich nur die Arie Seul sur la terre (Italienisch: Deserto in terra), die als Solonummer gelegentlich im Repertoire von Tenören auftaucht, so bereits bei Enrico Caruso, in neuerer Zeit etwa bei Luciano Pavarotti oder Alfredo Kraus.
Obwohl Donizetti seine letzte Oper für eines seiner bedeutendsten Werke hielt, ist Don Sébastien heute weitgehend vergessen. Neben den genannten Schwächen des Librettos haftet ihr noch immer der Makel an, sie sei zu einer Zeit entstanden, in der Donizetti „nicht mehr die uneingeschränkte Verfügung über seine Einbildungskraft besessen“ habe, die Oper sei also bereits durch die beginnende Krankheit Donizettis gezeichnet.

## Diskografie
- 1984: Eve Queler; Richard Leech, Lára Takács, Lajos Miller, Sergei Koptchak; Opera Orchestra of New York and Schola Cantorum of New York; Legato Classics (Mitschnitt einer konzertanten Aufführung)
- 1998: Der Text wurde 1844 von Giovanni Domenico Ruffini ins Italienische übersetzt. 1996 wurde die italienische Version unter dem Titel „Don Sebastiano, Re di Portogallo“ vom Sinfonieorchester Aachen auf CD eingespielt. Die Leitung hatte Elio Boncompagni.[8]
- 2005: Mark Elder; Giuseppe Filianoti, Vesselina Kasarova, Carmelo Corrado-Caruso, Simon Keenlyside;  Alastair Miles; Orchestra and Chorus of the Royal Opera House, Covent Garden; Opera Rara. Diese Aufnahme von 2005 war bei den Grammy Awards 2008 für eine Auszeichnung als „Beste Opernaufnahme“ nominiert.